# Teksteditor
En teksteditor eller tekstredigeringsprogram er et computerprogram til at redigere ren tekst. Der følger en teksteditor med de fleste  styresystemer, og den kan bruges til blandt andet at redigere konfigurationsfiler og kildekode.

## Ren tekst vs. tekstbehandlingsdokument
Der eksisterer nogle principielle forskelle mellem ren tekst, lavet af en teksteditor, og dokumenter lavet af et tekstbehandlingsprogram som Microsoft Word, OpenOffice Writer eller WordPerfect.
- En fil, som består af ren tekst bruger et tegnsæt som fx US-ASCII, ISO-8859 eller Unicode til at repræsentere tal, bogstaver og en række symboler. Den eneste slags formattering, man kan opnå i ren tekst er blanktegn og linjeskift.
- Dokumenter har derimod mulighed for at indeholde formatteret tekst som fx halvfed og kursiv, adskillige skriftsnit, tabeller og punktlister. Nogle dokumentformater kan redigeres med en teksteditor i kodeform, mens andre har et binært filformat.

## Historie
Før teksteditorer eksisterede blev computere instrueret igennem hulkort og hulkortmaskiner. Teksten blev gemt i kasser fyldt med disse papstykker og indlæst ved hjælp af kortlæsere. De magnetbånd som teksten blev indlæst på havde ikke nogen linjeseparator, og man antog generelt en fast margin på 80 tegn. Et alternativ til hulkort var papirstrimler lavet af teletype-maskiner (TTY'er), som behøvede et særligt tegn for at indikere en slutning.
Nogle teksteditorer kan kun håndtere tekstfiler op til en bestemt størrelse, mens andre kan håndtere vilkårligt store filer så længe, at der er ram nok.

## Anvendelse
Teksteditorer bruges typisk i forbindelse med programmering, og mange har funktioner, der kan hjælpe i denne sammenhæng. Det kan være visning af linjenumre, automatisk formatering af kildekode til et bestemt programmeringssprog og fremhævelse af bestemte strukturer i kildekoden. Makroer er en anden mulighed, som ses i nogle teksteditorer. De er meget praktiske, hvis man ofte skal bruge den samme tekst som for eksempel en licenstekst, der skal sættes ind i alle programfiler.

## Eksempler
Der er mange forskellige teksteditorer på markedet. Her er et lille udvalg:
- ed – af historisk interesse (UNIX)
- edlin (MSDOS)
- EDT (Udviklet af DEC)
- Emacs
- Gedit (Gnome)
- Kate (KDE)
- Nano
- Notepad (MS Windows)
- Notepad++
- Notepad2
- Programmer's Notepad
- QED
- sam
- TECO
- Textpad
- UltraEdit
- vi (UNIX)
- vim ("Vi IMproved")
- Wordpad (Kombineret teksteditor og tekstbehandling – MS Windows)